# Hilda Grossman Morris
Hilda Grossman Morris (* 22. Mai 1911 in New York; † 6. Juli 1991 in Orange, Kalifornien) war eine amerikanische Bildhauerin und Malerin, die der Northwest School zugerechnet wird. Bekannt wurde sie vor allem durch ihre monumentalen Bronzeskulpturen.

## Leben
Hilda Grossman studierte Kunst an der Cooper Union und der Art Students League of New York. 1930 heiratete sie Arthur Deutsch, die Ehe wurde jedoch noch im selben Jahr geschieden. 1938 wurde sie vom Federal Art Project der Works Progress Administration (WPA) beauftragt, das Skulpturenprogramm des Spokane Art Center in Spokane, Washington, aufzubauen. Dort lernte sie den abstrakten Expressionisten Carl Morris kennen, den sie 1940 heiratete. Das Paar zog 1941 nach Portland, Oregon, wo Hilda Morris bis zu ihrem Tod lebte und arbeitete.

## Werk
Hilda Morris’ Werk ist geprägt von universellen Themen der menschlichen Existenz und Mythologie. Sie ist vor allem für ihre monumentalen Bronzeskulpturen bekannt, schuf aber auch Gemälde, die durch abstrakte und expressive Formen ähnliche Emotionen hervorrufen. Ihre Inspiration findet sie in der Ästhetik und den formalen Merkmalen der asiatischen Kalligraphie. Zu ihren bekanntesten Werken zählen The Ring of Time (1967) in der Standard Plaza in Portland, Winter Column (1979) im Portland Art Museum und Windgate (1980) am Reed College.